# Lunar Orbiter-3
A Lunar Orbiter-3 a Hold körül keringő űrszonda, a Lunar Orbiter-program harmadik egysége. A NASA és a Boeing cég tervezte és építette.

## Küldetés
1967. február 5-én indították útjára. Fő feladata a Hold felszínének kis területeken történő részletes vizsgálata. Elősegítette a Surveyor-programmal az Apollo-program lehetséges leszállóterületeinek meghatározását. Programját befejezve becsapódott a Hold felszínébe.

## Jellemzői
Alakja rövid, 1,52 méter átmérőjű hengerhez hasonlít. Több mérőműszerrel is felszerelték: sugárzás intenzitás mérő, mikro-meteorit számláló. Az energiát napelemtáblák biztosították. Két kamerából álló fényképező egységet, filmkidolgozó és képtovábbító berendezést, vezérlő automatikákat, helyzetstabilizáló egységet, akkumulátorokat, rádióadót és rakétahajtóművet tartalmaz. A filmtovábbító mechanizmus hibásan működött. Csak 156 széles látószögű és 137 telefotót rögzített.